# Thot

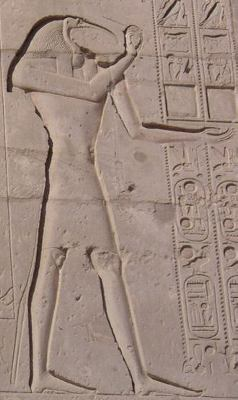
Thot

Thot eller Thoth är i egyptisk mytologi en mångud och i denna egenskap måttets och i sammanhang därmed räknekonstens, vetenskapens och konstens representant. Han är även skrivkonstens beskyddare, "de heliga ordens herre", tillsammans med gudinnan Seshat.
Gudarna Horus och Osiris hade en strid med Thot. Till slut vann Horus och Osiris, men Horus fick betala med sitt öga för att vinna. Efter detta helade Thot Horus öga.
Thot framträder i konsten vanligtvis i gestalt av en man med huvudet av en ibis. Antikens greker identifierade Thot med sin gud Hermes, Hermes Trismegistos.